# Filmes de 1939 da Monogram Pictures

## Filmes do ano
| Título                     | Estrelado por         | Dirigido por          | Gênero       |
| -------------------------- | --------------------- | --------------------- | ------------ |
| Across the Plains          | Jack Randall          | Spencer Gordon Bennet | Faroeste     |
| Boy’s Reformatory          | Frankie Darro         | Howard Bretherton     | Drama        |
| Convict’s Code             | Robert Kent           | Lambert Hillyer       | Drama        |
| Crashing Thru              | James Newill          | Elmer Clifton         | Aventura     |
| Danger Flight              | John Trent            | Howard Bretherton     | Aventura     |
| Down the Wyoming Trail     | Tex Ritter            | Al Herman             | Faroeste     |
| Drifting Westward          | Jack Randall          | Robert Hill           | Faroeste     |
| Fighting Mad               | James Newill          | Sam Newfield          | Aventura     |
| Girl from the Rio          | Movita                | Lambert Hillyer       | Suspense     |
| Heroes in Blue             | Dick Purcell          | William Watson        | Drama        |
| Irish Luck                 | Frankie Darro         | Howard Bretherton     | Suspense     |
| Man from Texas             | Tex Ritter            | Al Herman             | Faroeste     |
| Mr. Wong in Chinatown      | Boris Karloff         | William Nigh          | Suspense     |
| Mutiny in the Big House    | Charles Bickford      | William Nigh          | Drama        |
| Mystery Plane              | John Trent            | George Waggner        | Aventura     |
| Navy Secrets               | Grant Withers         | Howard Bretherton     | Aventura     |
| Oklahoma Terror            | Jack Randall          | Spencer Gordon Bennet | Faroeste     |
| Overland Mail              | Jack Randall          | Robert Hill           | Faroeste     |
| Riders of the Frontier     | Tex Ritter            | Spencer Gordon Bennet | Faroeste     |
| Roll, Wagons, Roll         | Tex Ritter            | Al Herman             | Faroeste     |
| Rollin’ Westward           | Tex Ritter            | Al Herman             | Faroeste     |
| Should a Girl Marry?       | Anne Nagel            | Lambert Hillyer       | Drama        |
| Sky Patrol                 | John Trent            | Howard Bretherton     | Aventura     |
| Song of the Buckaroo       | Tex Ritter            | Al Herman             | Faroeste     |
| Star Reporter              | Warren Hull           | Howard Bretherton     | Drama        |
| Streets of New York        | Jackie Cooper         | William Nigh          | Drama        |
| Stunt Pilot                | John Trent            | George Waggner        | Aventura     |
| Sundown on the Prairie     | Tex Ritter            | Al Herman             | Faroeste     |
| The Fight for Peace        | David Ross (narração) | --                    | Documentário |
| The Gentleman from Arizona | John King             | Earl Haley            | Faroeste     |
| The Mystery of Mr. Wong    | Boris Karloff         | William Nigh          | Suspense     |
| The Phantom Strikes        | Sonnie Hale           | Walter Forde          | Suspense     |
| Trigger Smith              | Jack Randall          | Alan James            | Faroeste     |
| Undercover Agent           | Russell Gleason       | Howard Bretherton     | Drama        |
| Wanted by Scotland Yard    | James Stephenson      | Norman Lee            | Drama        |
| Westbound Stage            | Tex Ritter            | Spencer Gordon Bennet | Faroeste     |
| Wolf Call                  | John Carroll          | George Waggner        | Aventura     |

## Galeria

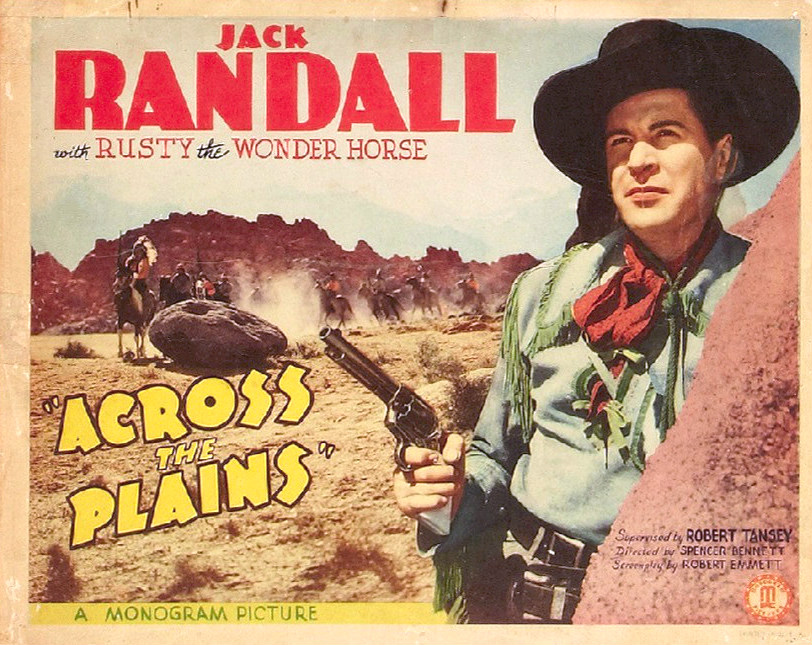
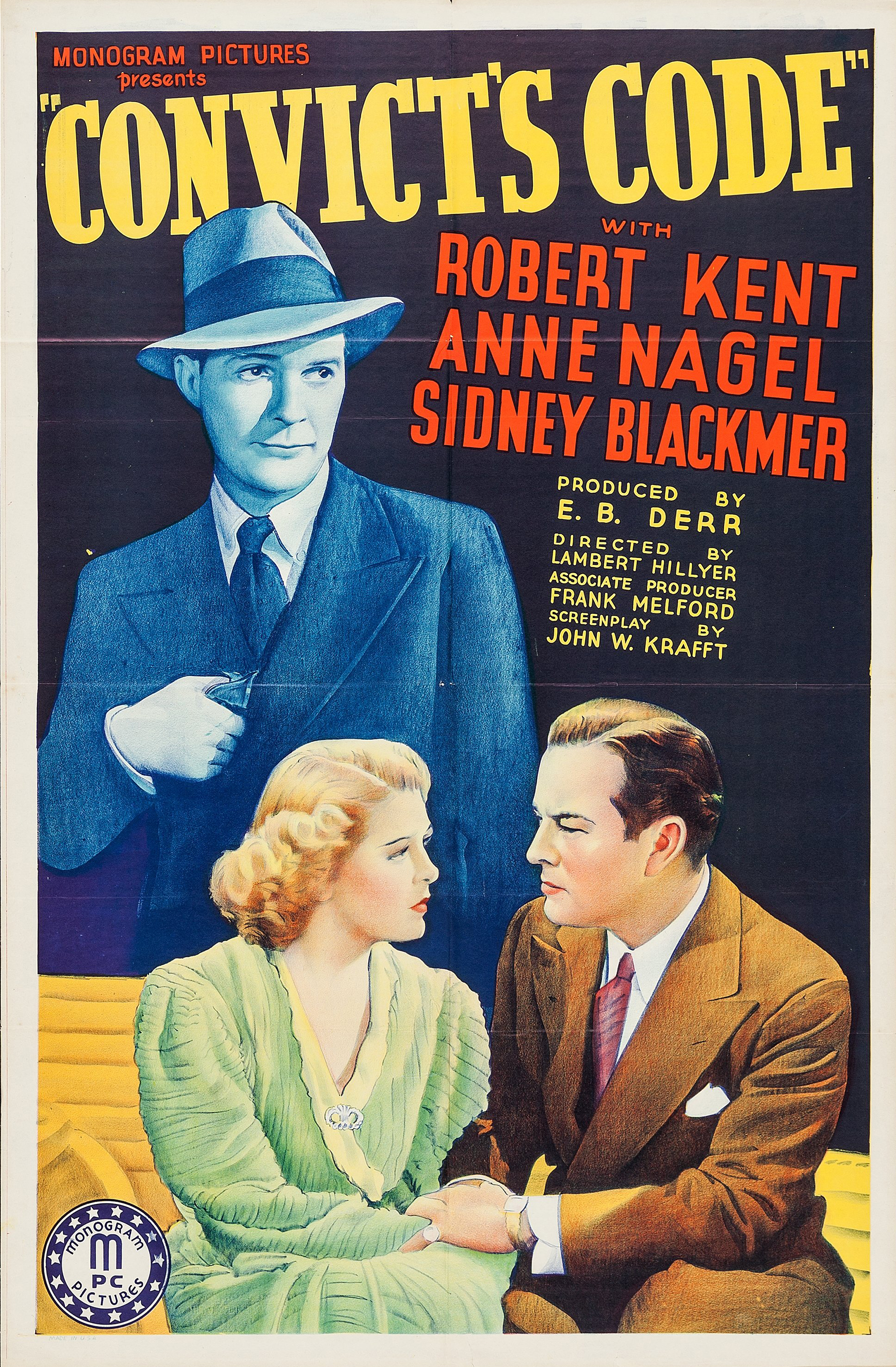
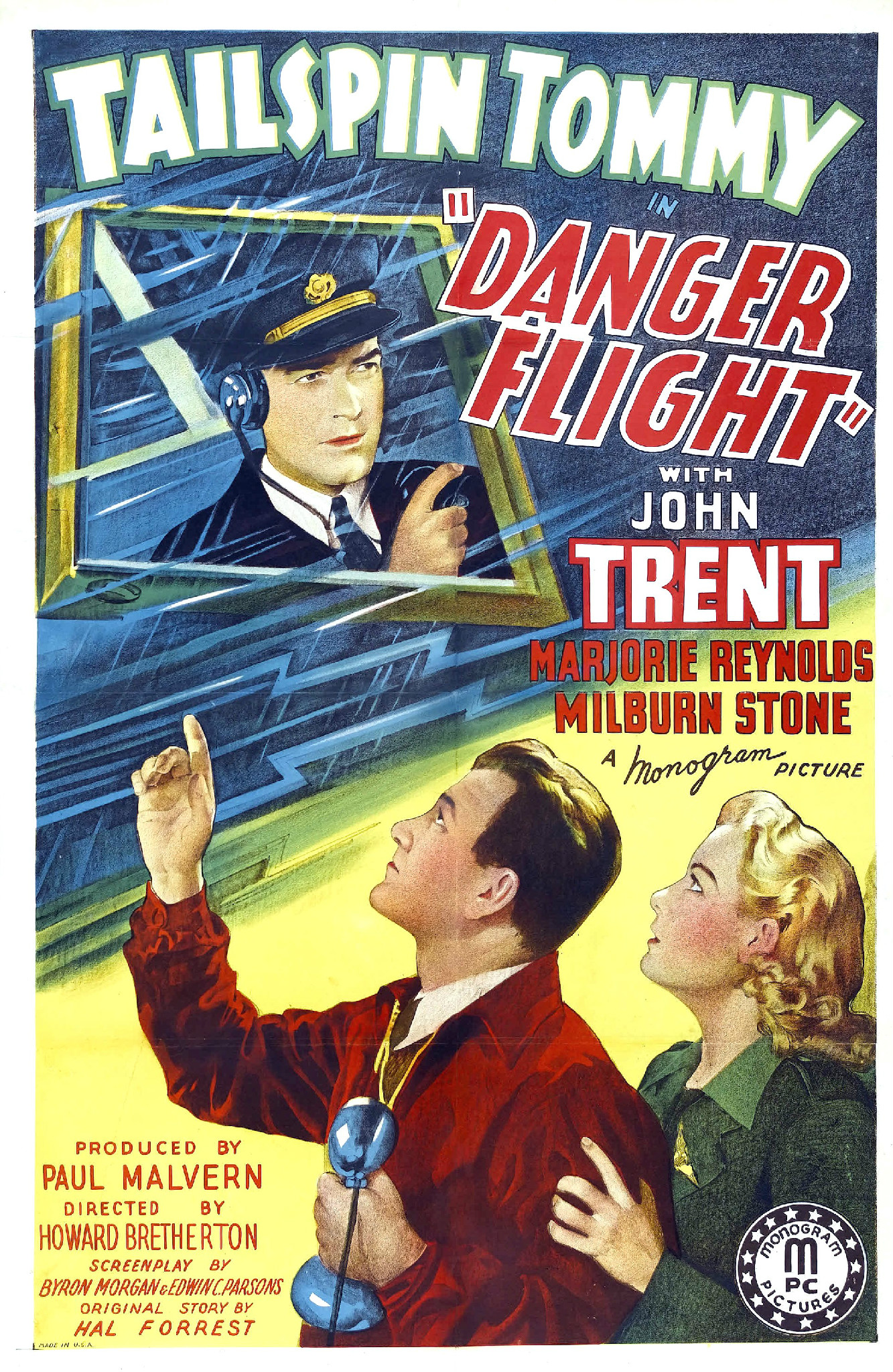
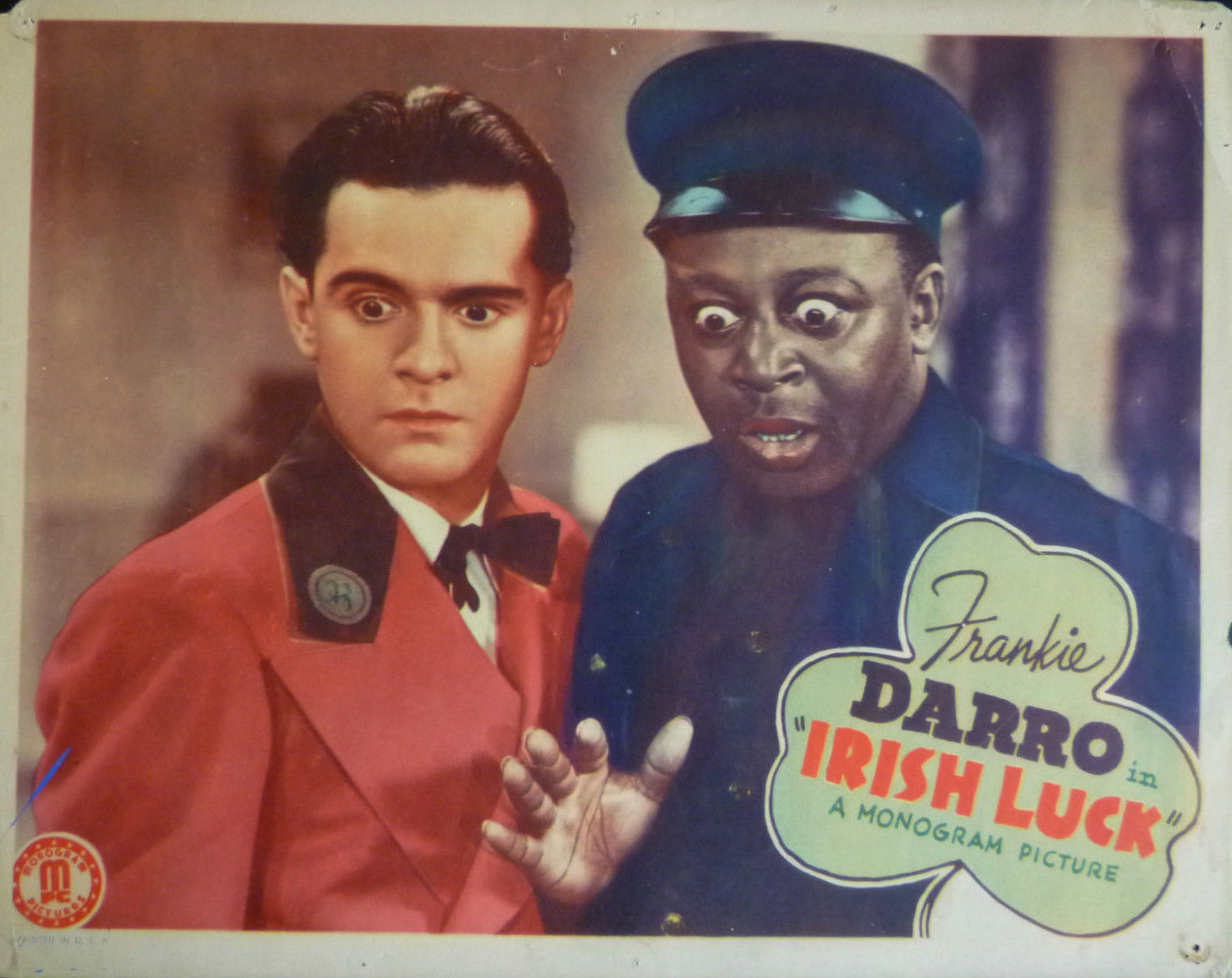
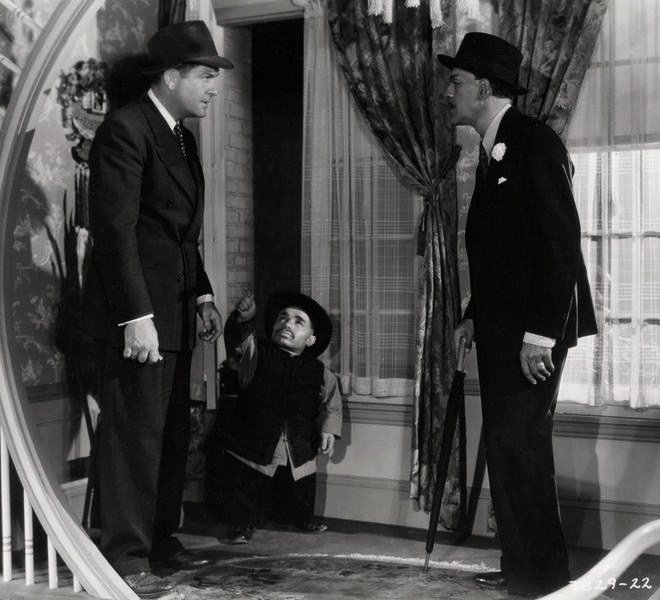
Grant Withers, Angelo Rossitto e Boris Karloff em Mr. Wong in Chinatown
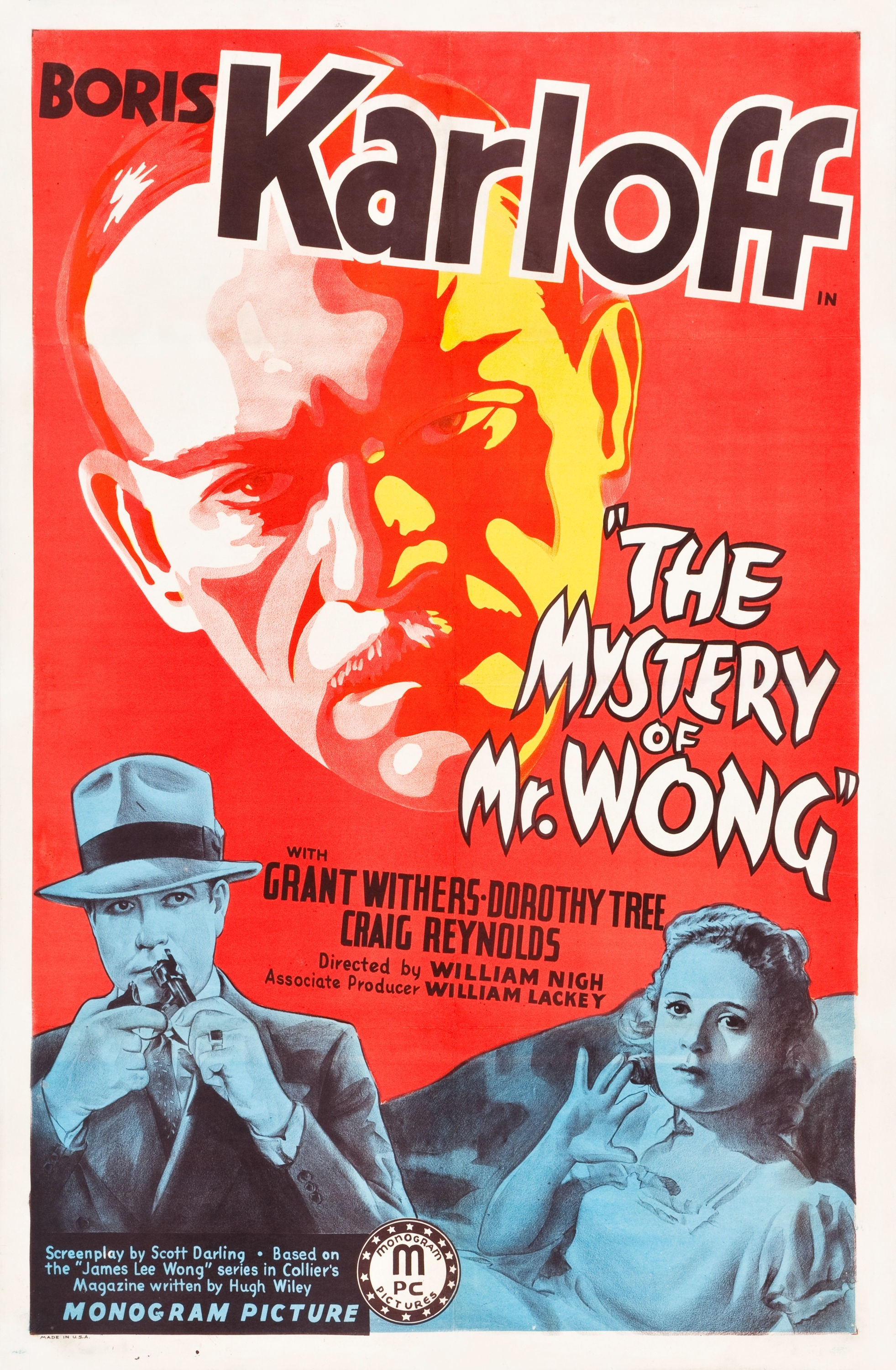
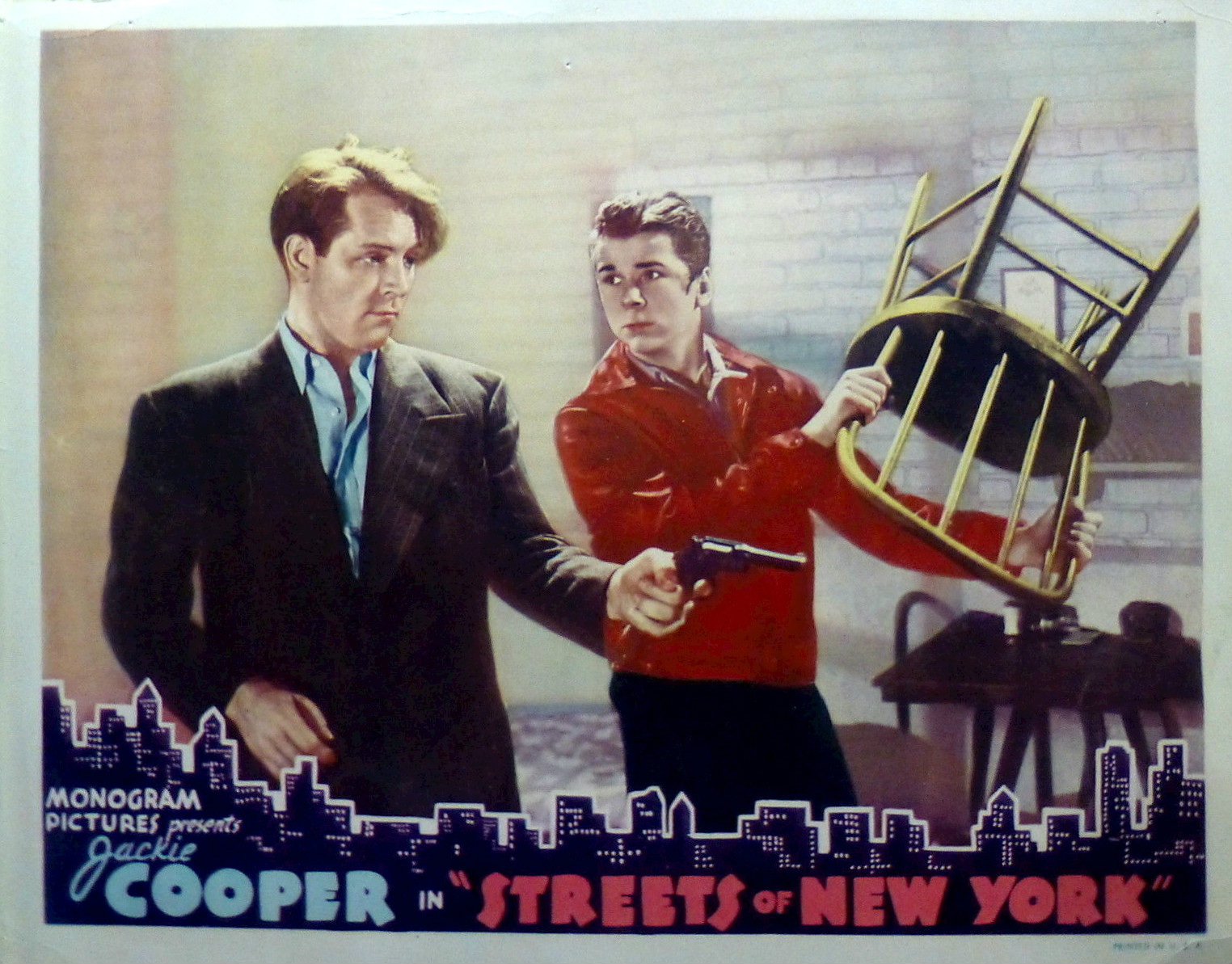
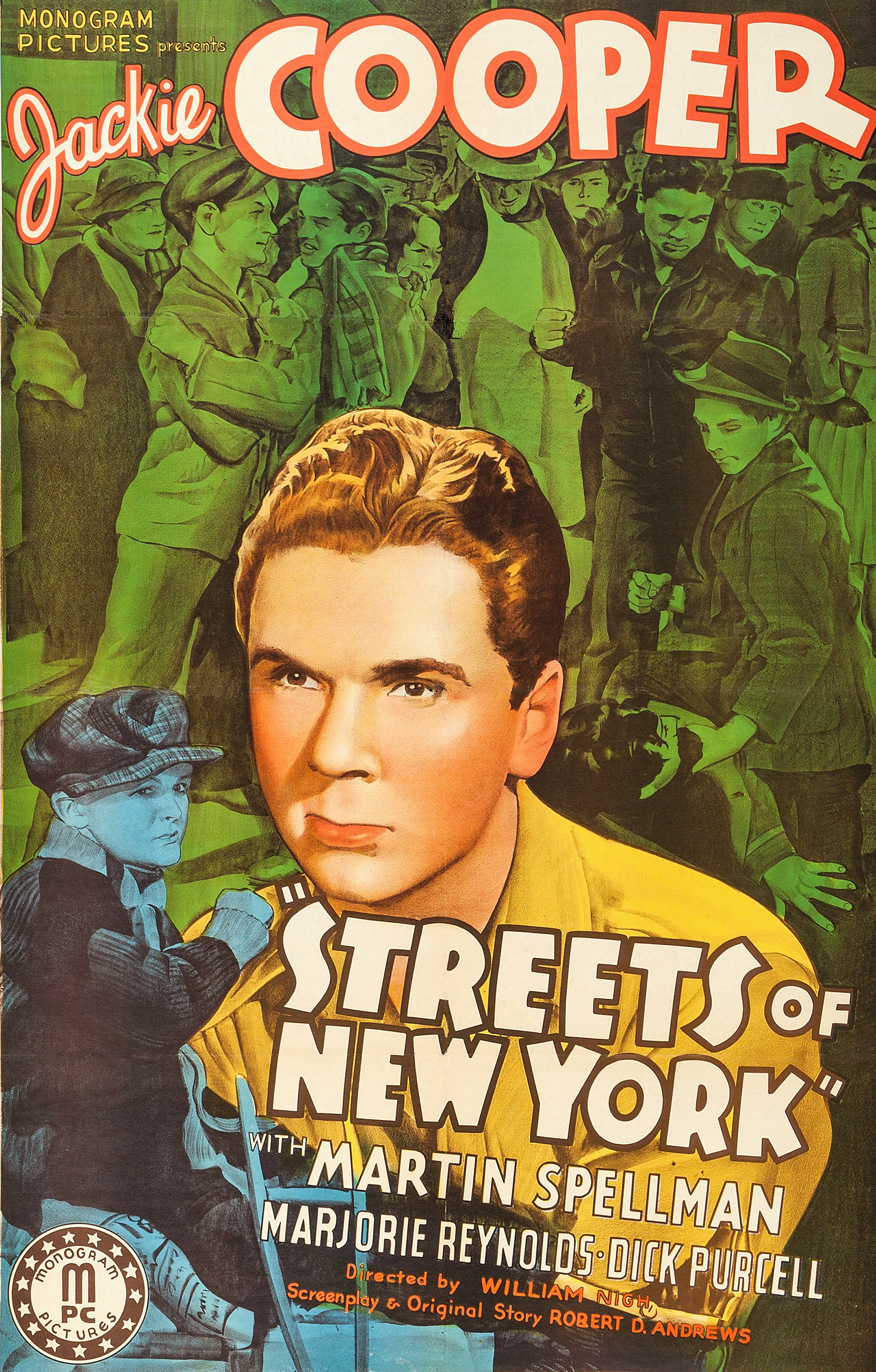
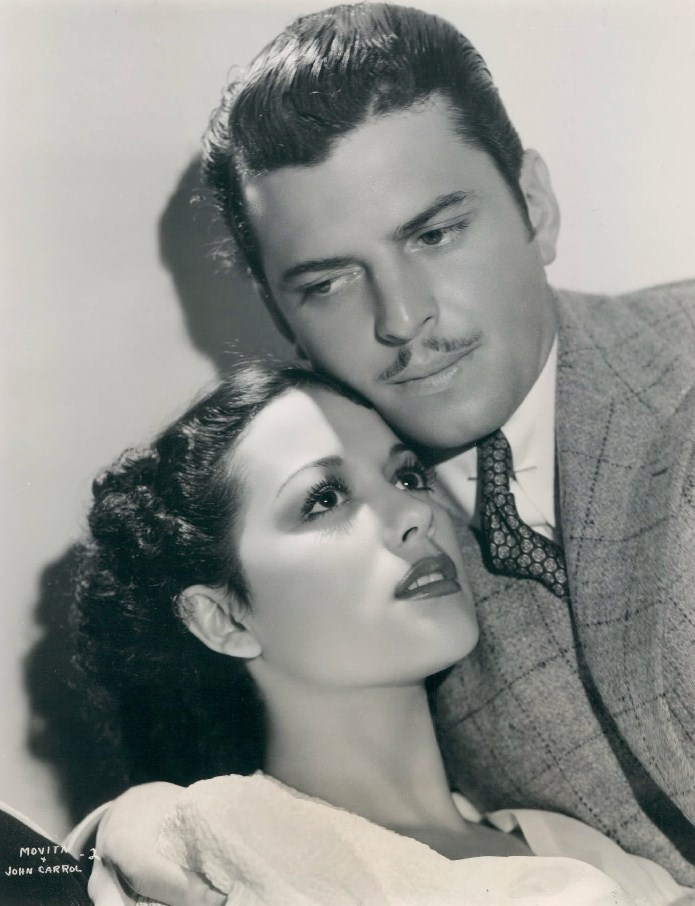
Movita e John Carroll em foto de divulgação de Wolf Call